# Kawasaki Ki-45
Kawasaki Ki-45 Toryu (屠龍, „Cel care ucide Dragonul”) a fost un avion de vânătoare bimotor, biloc utilizat de Armata Imperială Japoneză în al Doilea Război Mondial. Armata japoneză l-a denumit Vânător biloc de tip 2, iar porecla dată de aliați a fost "Nick".

## Caracteristici Kawasaki Ki-45
Echipaj: 2
Caracteristici tehnice:
- Lungime: 11,00 m
- Anvergură: 15,02 m
- Înălțime: 3,70 m
- Suprafață portantă: 32,0 m2
- Masă (gol): 4000 kg
- Masă (gata de zbor): 5500 kg
- Motor: 2 × Mitsubishi Ha-102 de 1050 CP (783 kW)

Performanțe:
- Viteză maximă: 540 km/h
- Viteză ascensională: 11,7 m/s
- Plafon de zbor: 10 000 m
- Autonomie: 2000 km
- Încărcare alară: 172 kg/2
- Putere specifică: 0,16 CP/kg

Armament:
- 1 × 37 mm Ho-203, 1 × 20 mm Ho-3, 1 × 7,92 mm orientabil